# Wish I'd Taken Pictures
Wish I'd Taken Pictures is het derde studioalbum van de Amerikaanse queercore-band Pansy Division, en het vierde album in totaal. Het werd uitgegeven op 13 februari door Lookout! Records en Mint Records. Het is het eerste album waar drummer Dustin Donaldson aan heeft meegewerkt.

## Nummers
1. "Horny in the Morning" - 1:35
2. "Vanilla" - 2:08
3. "I Really Wanted You" - 2:15
4. "Dick of Death" - 2:40
5. "Expiration Date" - 2:58
6. "The Summer You Let Your Hair Grow Out" - 2:11
7. "Wish I'd Taken Pictures" - 2:43
8. "Pillow Talk" - 2:23
9. "This Is Your Life" - 1:44
10. "Don't Be So Sure" - 2:52
11. "Kevin" - 3:01
12. "The Ache" - 4:02
13. "Pee Shy" - 2:22
14. "Sidewalk Sale" - 1:17

## Muzikanten
Pansy Division
- Jon Ginoli - zang, gitaar
- Chris Freeman - zang, basgitaar, gitaar
- Dustin Donaldson - drums, slagwerk

Aanvullende muzikanten
- Kirk Heydt - cello